# Área metropolitana de Núremberg
El área metropolitana de Núremberg consiste en la ciudad de Núremberg y en algunas localidades colindantes que pertenecen a la región administrativa de Franconia Media, en el estado federado de Baviera.
En total, el área metropolitana de Núremberg se extiende por una superficie de 1006 km² y cuenta con una población de poco más de un millón de habitantes, de los cuales 18,5 y 48 % corresponden a la ciudad de Núremberg, respectivamente. Tiene una densidad de población de 1034 hab/km².

## Composición
El área metropolitana de Núremberg se compone de cuatro ciudades mayores (Núremberg, Erlangen, Fürth y Schwabach) y de 28 municipios ubicados a sus alrededores, como se muestra en la tabla siguiente.
| Distrito                       | Municipio o ciudad    | Superficie (en km²) | Población(1) |
| ------------------------------ | --------------------- | ------------------- | ------------ |
| Baviera                        |                       |                     |              |
| —                              | Núremberg             | 186,38              | 499.539      |
| —                              | Schwabach             | 40,71               | 38.897       |
| Distrito de Fürth              | Fürth                 | 63,35               | 113.680      |
| Distrito de Fürth              | Stein                 | 19,52               | 13.906       |
| Distrito de Fürth              | Roßtal                | 44,40               | 9.981        |
| Distrito de Fürth              | Oberasbach            | 12,11               | 17.006       |
| Distrito de Fürth              | Zirndorf              | 28,78               | 25.335       |
| Distrito de Fürth              | Cadolzburg            | 45,44               | 10.101       |
| Distrito de Fürth              | Veitsbronn-Seukendorf | 24,67               | 9.430        |
| Distrito de Erlangen-Höchstadt | Erlangen              | 76,90               | 103.496      |
| Distrito de Erlangen-Höchstadt | Herzogenaurach        | 47,43               | 22.984       |
| Distrito de Erlangen-Höchstadt | Möhrendorf            | 13,16               | 4.418        |
| Distrito de Erlangen-Höchstadt | Bubenreuth            | 4,13                | 4.505        |
| Distrito de Erlangen-Höchstadt | Baiersdorf            | 11,79               | 7.105        |
| Distrito de Erlangen-Höchstadt | Buckenhof             | 1,38                | 3.275        |
| Distrito de Erlangen-Höchstadt | Uttenreuth            | 5,93                | 4.625        |
| Distrito de Erlangen-Höchstadt | Heroldsberg           | 11,02               | 7.467        |
| Nürnberger Land                | Schwaig bei Nürnberg  | 5,89                | 8.347        |
| Nürnberger Land                | Röthenbach            | 14,27               | 12.076       |
| Nürnberger Land                | Rückersdorf           | 3,57                | 4.478        |
| Nürnberger Land                | Leinburg              | 29,42               | 6.449        |
| Nürnberger Land                | Lauf                  | 59,80               | 26.279       |
| Nürnberger Land                | Nuenkirchen am Sand   | 14,14               | 4.709        |
| Nürnberger Land                | Feucht                | 9,59                | 13.321       |
| Nürnberger Land                | Winkelhaid            | 6,54                | 3.993        |
| Nürnberger Land                | Schwarzenbruck        | 22,21               | 8.580        |
| Nürnberger Land                | Burgthann             | 39,19               | 11.413       |
| Nürnberger Land                | Altdorf               | 46,59               | 15.336       |
| Distrito de Roth               | Wendelstein           | 51,08               | 15.981       |
| Distrito de Roth               | Röthenbach            | 21,67               | 2.941        |
| Distrito de Roth               | Retnitzhembach        | 13,01               | 6.986        |
| Distrito de Roth               | Schwanstetten         | 32,41               | 7.467        |
| TOTAL                          | TOTAL                 | 1.006,48            | 1.044.106    |

- (1) - Datos del 30.09.2006, tomados de los informes estadísticos de población del Bayerisches Landesamt für Statistik und Datenverarbeitung

## Comparación
En esta tabla se muestran las diez principales áreas metropolitanas de Alemania. El área metropolitana de Núremberg ocupa el noveno puesto.
| N.º | Área metropolitana | Superficie (en km²) | Población (en millones) |
| --- | ------------------ | ------------------- | ----------------------- |
| 1   | Región del Ruhr    | 3.484               | 5,036                   |
| 2   | Berlín             | 2.284               | 4,070                   |
| 3   | Hamburgo           | 2.087               | 2,550                   |
| 4   | Múnich             | 1.319               | 1,944                   |
| 5   | Colonia            | 1.414               | 1,809                   |
| 6   | Fráncfort          | 1.415               | 1,756                   |
| 7   | Stuttgart          | 1.344               | 1,745                   |
| 8   | Düsseldorf         | 780                 | 1,316                   |
| 9   | Núremberg          | 1.006               | 1,044                   |
| 10  | Hanóver            | 1.519               | 1,002                   |

- Datos: Q728664
- Multimedia: Metropolregion Nürnberg / Q728664